# Rot (commune d'Älvdalen)
Pour les articles homonymes, voir Rot.
Rot est une localité de Suède dans la commune d'Älvdalen située dans le comté de Dalécarlie.
Sa population était de 714 habitants en 2019.